# Котоура

35°29′43″ пн. ш. 133°41′34″ сх. д. / 35.49528° пн. ш. 133.69278° сх. д.
Котоура (яп. 琴浦町) — містечко в Японії, в повіті Тохаку префектури Тотторі.